# Superligaen
Superligaen (Danish Superliga) – najwyższa w hierarchii klasa męskich ligowych rozgrywek piłkarskich w Danii, będąca jednocześnie najwyższym szczeblem centralnym (I poziom ligowy), utworzona w 1991 roku i od samego początku zarządzana przez Duński Związek Piłki Nożnej (DBU). Zmagania w jej ramach toczą się cyklicznie (co sezon) i przeznaczone są dla 12 najlepszych krajowych klubów piłkarskich. Jej triumfator zostaje Mistrzem Danii, zaś najsłabsze drużyny są relegowane do 1. division (II ligi duńskiej).

## Historia
Mistrzostwa Danii w piłce nożnej rozgrywane są od 1889 roku. Do 1912 rozgrywane były turnieje nieoficjalne, zwane København A-Raeken. W rozgrywkach brały udział tylko drużyny z Kopenhagi. Od sezonu 1912/13 grano systemem pucharowym w Landsfodboldturneringen, a od 1927 prowadzono rozgrywki zwane Danmarksturneringen. W 1929 została zmieniona nazwa na Meistersklabsserien, a podczas okupacji niemieckiej w latach 1940-1945 rozgrywki nazywały się Krigsturneringerne. W 1945 została założona 1. division, rozgrywki której wystartowały po raz pierwszy w sezonie 1945/46.
Superligaen powstała po zakończeniu sezonu 1990. W ten sposób wiosną 1991 roku przeprowadzono pierwszy sezon Superligaen, a prestiż I ligi został obniżony do drugiego poziomu rozgrywkowego. Następnie od sezonu 1991/92 rozgrywki prowadzono systemem jesień-wiosna.
W sezonie 1995/96 po raz pierwszy pojawił się sponsor tytularny ligi, kiedy liczba rywalizujących ze sobą drużyn została zwiększona do 12, które grały ze sobą trzy razy, co dawało łącznie 33 mecze w jednym sezonie Superligi. Sponsorem tym został producent napojów gazowanych Coca-Cola, a liga została przemianowana na Coca-Cola Ligaen. Sponsoring ten trwał jeden sezon. W następnym sezonie 1996/97 sponsorem został browar Faxe, a liga zmieniła nazwę na Faxe Kondi Ligaen. Pod tą nazwą liga grała do sezonu 2000/01. Od sezonu 2001/02 sponsorem tytularnym stały się międzynarodowe skandynawskie linie lotnicze Scandinavian Airlines System, a nazwa rozgrywek zmieniła się na SAS Ligaen. Sezon 2010/11 był pierwszym od 1995/96 w którym liga pozbawiona była sponsora tytularnego i grała po prostu pod nazwą Superliga. Stan ten trwał do 31 grudnia 2015. 1 stycznia 2016, z początkiem nowego roku, w przerwie sezonu 2015/16 między rundami głównym sponsorem rozgrywek została firma ubezpieczeniowa Alka Forsikring, od której ligę nazwano Alka Superliga.
Od sezonu 2019/2020 sponsorem tytularnym ligi zostały związki zawodowe 3F, i nazwa została zmieniona na 3F Superliga.

## System rozgrywek

### Reforma 2016/17
Rozgrywki składały się z 26 kolejek spotkań rozgrywanych pomiędzy drużynami systemem kołowym. Każda para drużyn rozgrywała ze sobą dwa mecze – jeden w roli gospodarza, drugi jako goście. Po dwóch rundach rozgrywek zespoły z miejsc 1-6 przystępowały do walki w trzeciej rundzie o mistrzostwo i europejskie puchary. Zespoły z miejsc 7-14 walczyły w trzeciej rudzie o utrzymanie. Pierwsza szóstka rozgrywała ze sobą mecze – u siebie oraz na wyjeździe. Dolna ósemka podzielona na dwie podgrupy również rozgrywała ze sobą mecze – u siebie oraz na wyjeździe. Potem dwie najlepsze drużyny z każdej podgrupy systemem pucharowym wyznaczały zwycięzcę, który w barażach grał z czwartą drużyną grupy mistrzowskiej o awans do Ligi Europy. Od sezonu 2016/17 w lidze występowało 14 zespołów. W przeszłości liczba ta wynosiła od 10 do 16. Drużyna zwycięska za wygrany mecz otrzymuje 3 punkty (do sezonu 1994/95 2 punkty), 1 za remis oraz 0 za porażkę.
Zajęcie pierwszego miejsca po ostatniej kolejce spotkań oznaczało zdobycie tytułu Mistrzów Danii w piłce nożnej. Mistrz Danii kwalifikował się do eliminacji Ligi Mistrzów UEFA. Druga oraz trzecia drużyna zdobywały możliwość gry w Lidze Europy UEFA. Również zwycięzca Pucharu Danii startował w eliminacjach do Ligi Europy lub, w przypadku, w którym zdobywca krajowego pucharu zajmował pierwsze miejsce w lidze – możliwość gry w eliminacjach do Ligi Europy otrzymywała również czwarta drużyna klasyfikacji końcowej (lub zwycięzca turnieju z dwóch najlepszych drużyn 2 podgrup spadkowych). Dwie najgorsze drużyny z każdej podgrupy systemem pucharowym wyznaczały trzech zwycięzców play-off, a przegrana drużyna spadała do 1. division.
W przypadku zdobycia tej samej liczby punktów, klasyfikacja końcowa ustalana była na podstawie wyniku dwumeczu pomiędzy drużynami, w następnej kolejności, w przypadku remisu – na podstawie różnicy bramek w pojedynku bezpośrednim, następnie na podstawie ogólnego bilansu bramkowego osiągniętego w sezonie, większej liczby bramek zdobytych oraz w ostateczności za pomocą losowania.

### Aktualny system
Obecny system rozgrywek obowiązuje od sezonu 2020/21.
Struktura rozgrywek została uproszczona w stosunku do reformy z sezonu 2016/17. W nowym formacie zmniejszono liczbę drużyn z 14 do 12. W pierwszej fazie zespoły rozgrywają 22 spotkania w systemie kołowym. Każda para drużyn dalej rozgrywa ze sobą dwa mecze – jeden jako gospodarz, drugi w roli gości. Po 22 meczach następuje podział na grupę mistrzowską (kwalifikują się do niej zespoły z miejsc 1-6) i spadkową (drużyny z miejsc 7-12). W obu grupach zespoły rozgrywają 10 spotkań. Każda para drużyn również gra ze sobą dwa mecze. Zwycięzca grupy mistrzowskiej zdobywa tytuł Mistrza Danii w piłce nożnej. Najsłabsze dwa zespoły w drugiej grupie spadają do 1. division, ich miejsce zajmują dwa najlepsze kluby tych rozgrywek. Najlepszy zespół grupy spadkowej rozgrywa barażowe spotkanie z najlepszą drużyną grupy mistrzowskiej, która nie zdobyła prawa do gry w europejskich pucharach. Zwycięzca tego meczu kwalifikuje się do eliminacji Ligi Konferencji Europy.
Liczba drużyn reprezentujących Danię w europejskich pucharach jest zależna od miejsca w rankingu UEFA. W sezonie 2021/22 było to pięć zespołów. Zwycięzca oraz drugi zespół Superligaen kwalifikowały się do eliminacji Ligi Mistrzów. Trzeci w tabeli zespół oraz zwycięzca barażu występowały w kwalifikacjach do Ligi Konferencji Europy, natomiast do eliminacji Ligi Europy kwalifikował się zwycięzca Pucharu Danii. W sezonie 2023/24 w związku ze spadkiem w rankingu występowały cztery drużyny. Tylko zwycięzca ligi kwalifikował się do eliminacji Ligi Mistrzów, natomiast pozostałe zespoły (zwycięzca Pucharu Danii, drugi zespół ligi oraz zwycięzca spotkania barażowego) występowały w eliminacjach Ligi Konferencji Europy.

## Skład ligi w sezonie 2025/26
| Uczestnicy poprzedniej edycji | Uczestnicy poprzedniej edycji | Uczestnicy poprzedniej edycji | Uczestnicy poprzedniej edycji |
| --- | ----------------------------- | ----------------------------- | ----------------------------- |
| KOP | FC Kopenhaga                  | Kopenhaga                     | 1                             |
| MID | FC Midtjylland                | Herning                       | 2                             |
| BIF | Brøndby IF                    | Brøndby                       | 3                             |
| RFC | Randers FC                    | Randers                       | 4                             |
| FCN | FC Nordsjælland               | Farum                         | 5                             |
| AGF | Aarhus GF                     | Aarhus                        | 6                             |
| SIF | Silkeborg IF                  | Silkeborg                     | 7                             |
| VIB | Viborg FF                     | Viborg                        | 8                             |
| SDJ | SønderjyskE                   | Haderslev                     | 9                             |
| VEJ | Vejle BK                      | Vejle                         | 10                            |
| Spadek z Superligaen 2024/25 |                               |                               |                               |
| LYN | Lyngby BK                     | Lyngby                        | 11                            |
| AAB | Aalborg BK                    | Aalborg                       | 12                            |
| Awans z 1. division 2024/25 |                               |                               |                               |
| OBK | Odense BK                     | Odense                        | 1                             |
| Szablon:Fb team FC Fredericia | Szablon:Fb team FC Fredericia | Fredericia                    | 2                             |
| Oznaczenia: - kolumna pierwsza – skróty nazw drużyn, - kolumna trzecia – siedziba klubu, - kolumna czwarta – miejsce zajęte w poprzednim sezonie. |                               |                               |                               |

## Statystyka

### Tabela medalowa (od sezonu 1991)
Mistrzostwo Danii zostało do tej pory zdobyte przez 20 różnych drużyn. 8 z nich zostało mistrzami od wprowadzenia obecnych zasad rozgrywek od sezonu 1991.
Stan po sezonie 2024/25
| Lp. | Klub            | Miejsca na podium | Miejsca na podium | Miejsca na podium | Zwycięskie sezony                                          |   |   | |
| --- | --------------- | ----------------- | ----------------- | ----------------- | ---------------------------------------------------------- | - | - | --- |
| Lp. | Klub            | 1.                | FC København      | 16                | Zwycięskie sezony                                          | 7 | 4 | 1992/93, 2000/01, 2002/03, 2003/04, 2005/06, 2006/07, 2008/09, 2009/10, 2010/11, 2012/13, 2015/16, 2016/17, 2018/19, 2021/22, 2022/23, 2024/25 |
| 2.  | Brøndby IF      | 7                 | 10                | 7                 | 1991, 1995/96, 1996/97, 1997/98, 2001/02, 2004/05, 2020/21 |   |   | |
| 3.  | FC Midtjylland  | 4                 | 6                 | 5                 | 2014/15, 2017/18, 2019/20, 2023/24                         |   |   | |
| 4.  | Aalborg BK      | 4                 | 0                 | 1                 | 1994/95, 1998/99, 2007/08, 2013/14                         |   |   | |
| 5.  | FC Nordsjælland | 1                 | 2                 | 2                 | 2011/12                                                    |   |   | |
| 6.  | Silkeborg IF    | 1                 | 1                 | 3                 | 1993/94                                                    |   |   | |
| 7.  | Lyngby BK       | 1                 | 1                 | 1                 | 1991/92                                                    |   |   | |
| 8.  | Herfølge BK     | 1                 | 0                 | 0                 | 1999/2000                                                  |   |   | |
| 9.  | Odense BK       | 0                 | 4                 | 3                 |                                                            |   |   | |
| 10. | Aarhus GF       | 0                 | 1                 | 4                 |                                                            |   |   | |
| 11. | B 1903          | 0                 | 1                 | 0                 |                                                            |   |   | |
|     | Vejle BK        | 0                 | 1                 | 0                 |                                                            |   |   | |
|     | SønderjyskE     | 0                 | 1                 | 0                 |                                                            |   |   | |
| 14. | Akademisk BK    | 0                 | 0                 | 2                 |                                                            |   |   | |
| 15. | BK Frem         | 0                 | 0                 | 1                 |                                                            |   |   | |
| 15. | Esbjerg fB      | 0                 | 0                 | 1                 |                                                            |   |   | |
| 15. | Randers FC      | 0                 | 0                 | 1                 |                                                            |   |   | |
|     | Suma            | 34                | 34                | 34                |                                                            |   |   | |

### Frekwencja

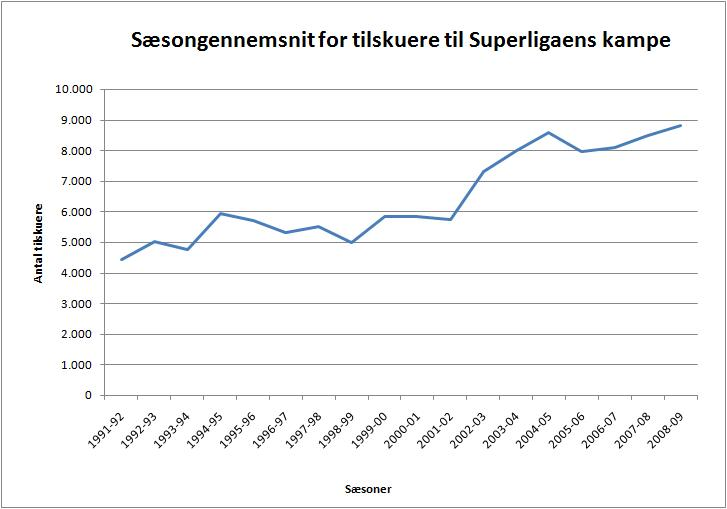
Wykres obrazujący średnią liczbę kibiców na meczach Superligaen.

Na mecze duńskiej ligi chodziło średnio między 2500-4000 widzów na mecz. Poziom rozgrywek był słaby, połowa ligi to były kluby stołeczne, które dzieliły kopenhaską publiczność na kilka „obozów”. Od końca lat 80. wysoką frekwencję notowano na stołecznym Brøndby. W 1992 r. połączyły się 2 stare kluby ze stolicy (Kjøbenhavns Boldklub i Boldklubben 1903) tworząc FC København. Odtąd mecze tych dwóch klubów przyciągają najliczniejszą widownię w kraju, która wzrasta do ok. 5000 na mecz. Z końcem lat 90. (tak jak w innych ligach skandynawskich) notuje się duży skok frekwencji. Obecnie na mecze duńskiej ekstraklasy przychodzi średnio 8000-8500 widzów. Nigdy wcześniej liga ta nie miała tak dużej widowni.